# Raorchestes

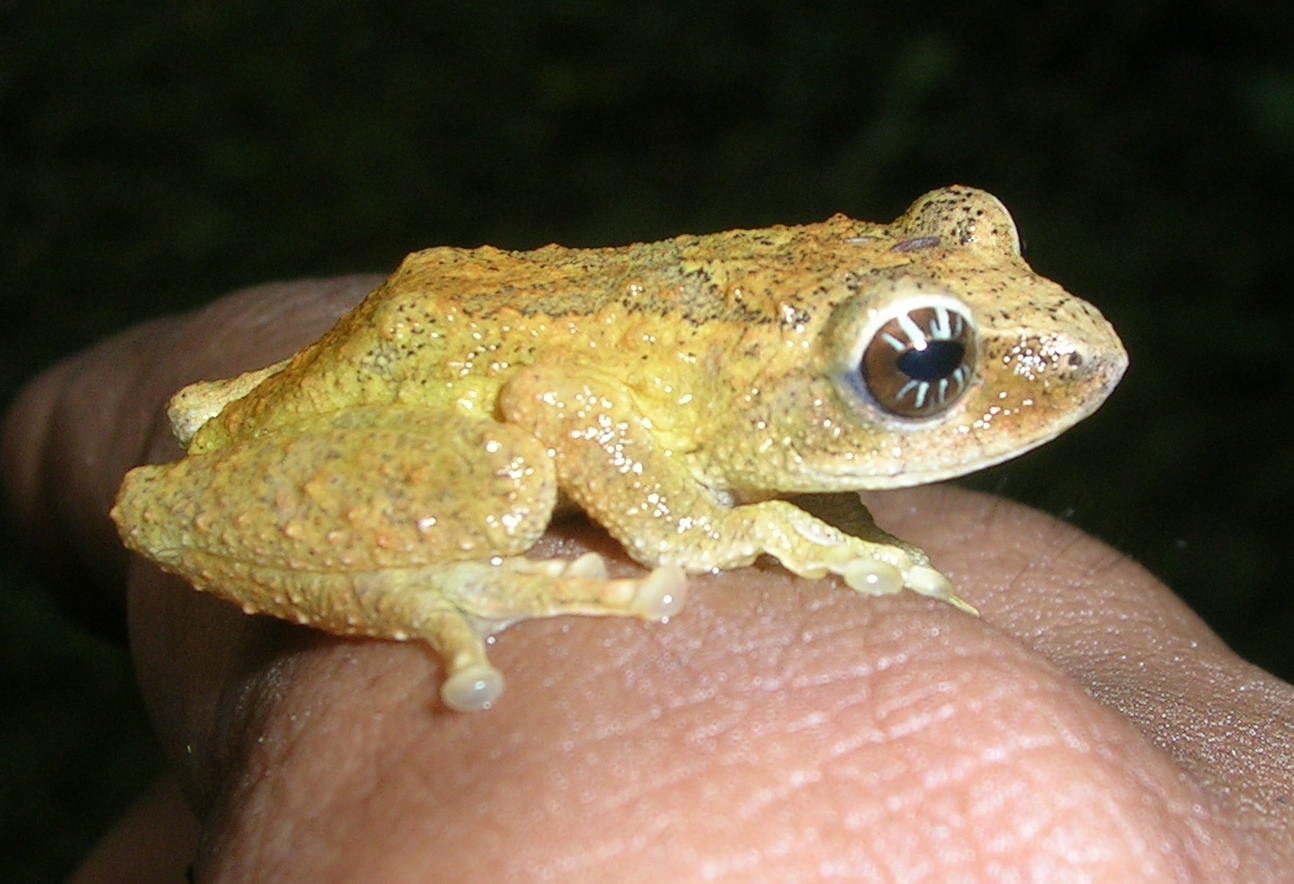
Raorchestes signatus aus Indien

Raorchestes ist eine Gattung von Fröschen aus der Familie Ruderfrösche. Sie kommen vom Südwesten Indiens über Nepal, Myanmar, Thailand, Laos, Vietnam, Kambodscha und Malaysia bis Südchina vor. Die größte Vielfalt an Arten innerhalb dieser Gattung findet man in den indischen Westghats. Viele Arten, die heute Raorchestes zugeordnet werden, waren vor der Erstbeschreibung der Gattung im Jahr 2010 in der Gattung Ixalus, die inzwischen  aufgelöst wurde, sowie in den Gattungen Philautus und Pseudophilautus.

## Merkmale
Die Arten der Gattung Raorchestes leben auf Bäumen und besitzen an den Finger- und Zehenenden verbreiterte Haftscheiben, die ihnen das Klettern erleichtern. Analog zu den Laubfröschen haben sie zwischen dem jeweils vorletzten und letzten Finger- und Zehenglied einen Zwischenknorpel, der es in jeder Stellung der Gliedmaßen erlaubt, die Haftscheiben auf die Unterlage zu pressen.
Es handelt sich um relativ kleine Frösche, die Kopf-Rumpf-Länge beträgt bei geschlechtsreifen Exemplaren je nach Art 15 bis 45 Millimeter. Die kehlständige Schallblase der Männchen ist groß und transparent, während sie rufen.

## Fortpflanzung und Entwicklung
Raorchestes-Arten haben im Gegensatz zu den meisten anderen Gattungen der Ruderfrösche eine direkte Entwicklung, es gibt also kein Kaulquappenstadium. Stattdessen vollzieht sich die Larvalentwicklung innerhalb der Eier, die an feuchten Plätzen an Land abgelegt werden, und es schlüpfen fertige Jungfrösche aus. Obwohl die Eier weiterhin hohe Feuchtigkeit benötigen und leicht austrocknen, ist es den Fröschen dadurch möglich, auch feuchte Lebensräume ohne offene Gewässer zu besiedeln.

## Systematik und Taxonomie
Die Gattung wurde im Jahr 2010 erstmals beschrieben. Der erste Namensteil der Gattung, Rao, ehrt den indischen Herpetologen C. R. Narayan Rao, der zweite Teil, Orchestes, erinnert an den 1838 von Tschudi verwendeten Gattungsnamen für Froscharten aus der verwandten Philautus-Gruppe.

## Arten
Es sind derzeit 78 Arten beschrieben.
(Stand: 25. November 2024)

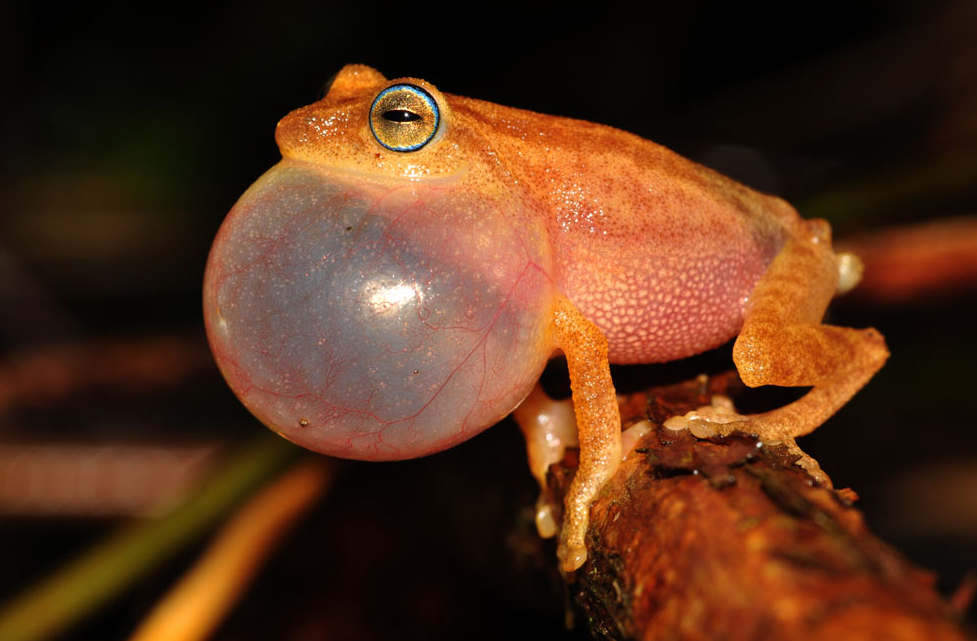
Rufendes Männchen von Raorchestes luteolus mit kehlständiger Schallblase

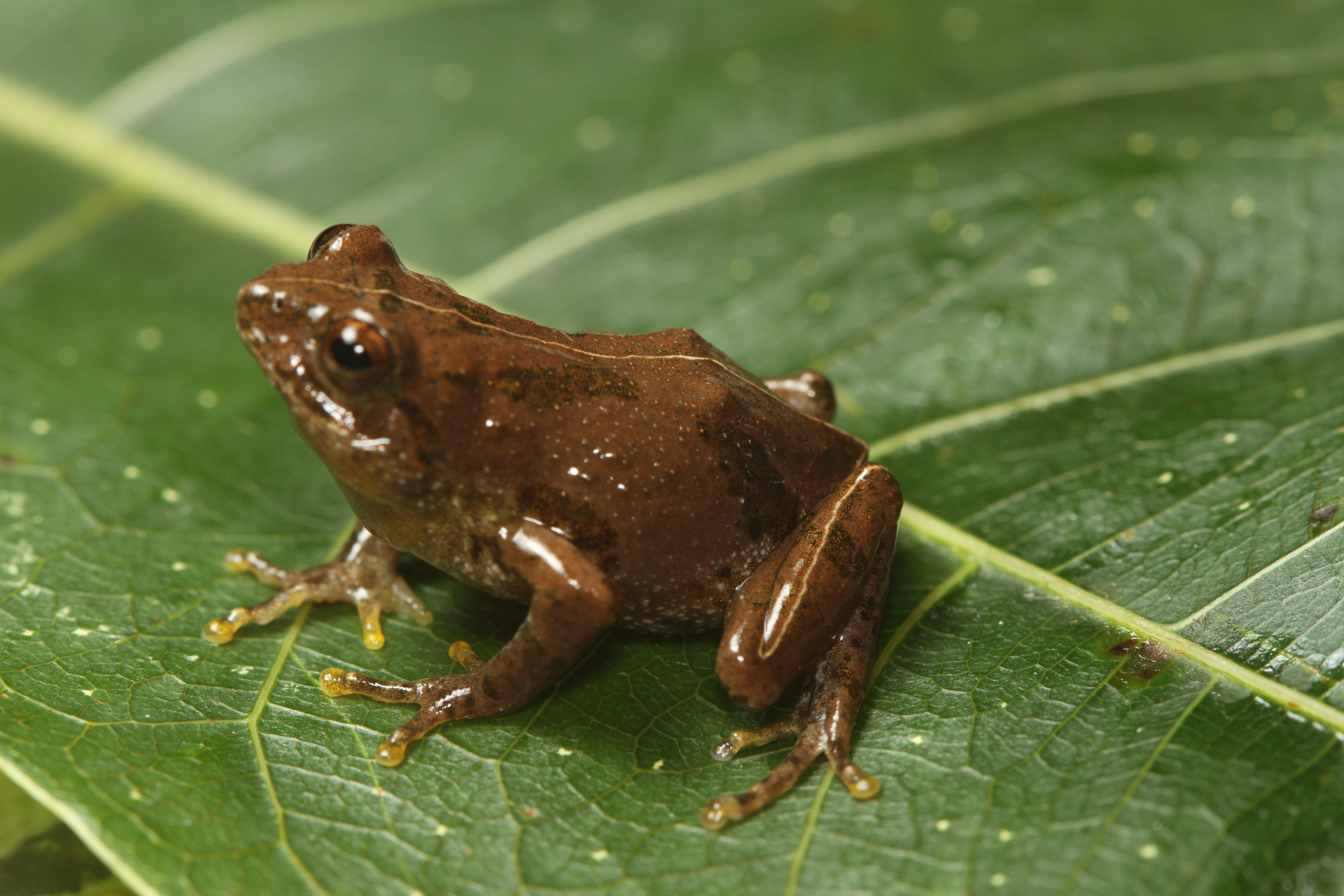
Raorchestes echinatus aus Indien

- Raorchestes agasthyaensis Zachariah, Dinesh, Kunhikrishnan, Das, Raju, Radhakrishnan, Palot & Kalesh, 2011
- Raorchestes akroparallagi (Biju & Bossuyt, 2009)
- Raorchestes andersoni (Ahl, 1927)
- Raorchestes anili (Biju & Bossuyt, 2006)
- Raorchestes annandalii (Boulenger, 1906)
- Raorchestes archeos  Vijayakumar, Dinesh, Prabhu & Shanker, 2014
- Raorchestes asakgrensis Naveen, Chandramouli & Babu, 2024
- Raorchestes aureus  Vijayakumar, Dinesh, Prabhu & Shanker, 2014
- Raorchestes beddomii (Günther, 1876)
- Raorchestes blandus Vijayakumar, Dinesh, Prabhu, and Shanker, 2014
- Raorchestes bobingeri (Biju & Bossuyt, 2005)
- Raorchestes bombayensis (Annandale, 1919)
- Raorchestes chalazodes (Günther, 1876)
- Raorchestes charius (Rao, 1937)
- Raorchestes chlorosomma (Biju & Bossuyt, 2009)
- Raorchestes chotta (Biju & Bossuyt, 2009)
- Raorchestes chromasynchysi (Biju & Bossuyt, 2009)
- Raorchestes coonoorensis (Biju & Bossuyt, 2009)
- Raorchestes crustai Zachariah, Dinesh, Kunhikrishnan, Das, Raju, Radhakrishnan, Palot & Kalesh, 2011
- Raorchestes drutaahu Garg, Suyesh, Das, Bee & Biju, 2021
- Raorchestes dubois (Biju & Bossuyt, 2006)
- Raorchestes dulongensis Wu, Liu, Gao, Wang, Li, Zhou, Yuan & Che, 2021
- Raorchestes echinatus  Vijayakumar, Dinesh, Prabhu & Shanker, 2014
- Raorchestes flaviocularis  Vijayakumar, Dinesh, Prabhu & Shanker, 2014
- Raorchestes flaviventris (Boulenger, 1882)
- Raorchestes garo (Boulenger, 1919)[4]
- Raorchestes ghatei Padhye, Sayyed, Jadhav & Dahanukar, 2013
- Raorchestes glandulosus (Jerdon, 1854)
- Raorchestes graminirupes (Biju & Bossuyt, 2005)
- Raorchestes griet (Bossuyt, 2002)
- Raorchestes hassanensis Dutta, 1985
- Raorchestes hekouensis Du, Xu, Liu & Yu, 2024
- Raorchestes hillisi Jiang Ren, Guo, Wang & Li, 2020
- Raorchestes honnametti  Gururaja, Priti, Roshmi & Aravind, 2016
- Raorchestes huanglianshan Jiang, Wang, Ren & Li, 2020
- Raorchestes indigo Vijayakumar, Dinesh, Prabhu & Shanker, 2014
- Raorchestes jayarami (Biju & Bossuyt, 2009)
- Raorchestes johnceei Zachariah, Dinesh, Kunhikrishnan, Das, Raju, Radhakrishnan, Palot & Kalesh, 2011
- Raorchestes kadalarensis Zachariah, Dinesh, Kunhikrishnan, Das, Raju, Radhakrishnan, Palot & Kalesh, 2011
- Raorchestes kaikatti (Biju & Bossuyt, 2009)
- Raorchestes kakachi Seshadri, Gururaja & Aravind, 2012
- Raorchestes kakkayamensis Garg, Suyesh, Das, Bee & Biju, 2021
- Raorchestes keirasabinae Garg, Suyesh, Das, Bee & Biju, 2021
- Raorchestes kempiae (Boulenger, 1919)[4]
- Raorchestes kollimalai Gowande, Ganesh & Mirza, 2020
- Raorchestes lechiya Zachariah, Cyriac, Chandramohan, Ansil, Mathew, Raju & Abraham, 2016
- Raorchestes leucolatus Vijayakumar, Dinesh, Prabhu & Shanker, 2014
- Raorchestes longchuanensis (Yang & Li, 1978)
- Raorchestes luteolus (Kuramoto & Joshy, 2003)
- Raorchestes malipoensis Huang, Liu, Du, Bernstein, Liu, Yang, Yu & Wu, 2023[5]
- Raorchestes manipurensis (Mathew & Sen, 2009)
- Raorchestes manohari Zachariah, Dinesh, Kunhikrishnan, Das, Raju, Radhakrishnan, Palot & Kalesh, 2011
- Raorchestes marki (Biju & Bossuyt, 2009)
- Raorchestes menglaensis (Kou, 1990)
- Raorchestes munnarensis (Biju & Bossuyt, 2009)
- Raorchestes nerostagona (Biju & Bossuyt, 2005)
- Raorchestes ochlandrae (Gururaja, Dinesh, Palot, Radhakrishnan & Ramachandra, 2007)
- Raorchestes parvulus (Boulenger, 1893)
- Raorchestes ponmudi (Biju & Bossuyt, 2005)
- Raorchestes primarrumpfi  Vijayakumar, Dinesh, Prabhu & Shanker, 2014
- Raorchestes ravii Zachariah, Dinesh, Kunhikrishnan, Das, Raju, Radhakrishnan, Palot & Kalesh, 2011
- Raorchestes resplendens Biju, Shouche, Dubois, Dutta & Bossuyt, 2010
- Raorchestes rezakhani Al-Razi, Maria & Muzaffar, 2020
- Raorchestes sahai (Sarkar & Ray, 2006)
- Raorchestes sanctisilvaticus (Das & Chanda, 1997)[6]
- Raorchestes sanjappai Garg, Suyesh, Das, Bee & Biju, 2021
- Raorchestes shillongensis (Pillai & Chanda, 1973)
- Raorchestes signatus (Boulenger, 1882)
- Raorchestes silentvalley Zachariah, Cyriac et al., 2016
- Raorchestes sushili (Biju & Bossuyt, 2009)
- Raorchestes theuerkaufi Zachariah, Dinesh, Kunhikrishnan, Das, Raju, Radhakrishnan, Palot & Kalesh, 2011
- Raorchestes thodai Zachariah, Dinesh, Kunhikrishnan, Das, Raju, Radhakrishnan, Palot, and Kalesh, 2011
- Raorchestes tinniens (Jerdon, 1854)
- Raorchestes travancoricus (Boulenger, 1891)
- Raorchestes tuberohumerus (Kuramoto & Joshy, 2003)
- Raorchestes uthamani Zachariah, Dinesh, Kunhikrishnan, Das, Raju, Radhakrishnan, Palot & Kalesh, 2011
- Raorchestes vellikkannan Garg, Suyesh, Das, Bee & Biju, 2021
- Raorchestes yadongensis Zhang, Shu, Liu, Dong & Guo, 2022

- Raorchestes terebrans (Das & Chanda, 1998) wurde mit Raorchestes sanctisilvaticus (Das & Chanda, 1997) (früher Philautus sanctisilvaticus) synonymisiert.[6]
- Raorchestes kollimalai Gowande, Ganesh & Mirza, 2020 wurde mit Raorchestes charius (Rao, 1937) (früher Philautus charius) synonymisiert.
- Raorchestes gryllus (Smith, 1924) wurde als Kurixalus gryllus in die Gattung Kurixalus gestellt.
- Raorchestes cangyuanensis Wu, Suwannapoom, Xu, Murphy & Che, 2019[7] wurde 2024 mit Raorchestes kempiae (Boulenger, 1919) synonymisiert, einer Art, die in derselben Studie zusammen mit Raorchestes garo von Philautus zu Raorchestes transferiert wurde.